# Husaga Ćišić
Husaga (ev. Husein) Ćišić (15. prosince 1878/1879 Mostar, Bosna a Hercegovina – 30. srpna 1956 Mostar, Federativní lidová republika Jugoslávie) byl bosenskohercegovský a jugoslávský politik bosňáckého původu.

## Životopis
Narodil se do bohaté statkářské rodiny, jejíž přítomnost v Hercegovině je doložena od 17. století. Některé prameny dávají tušit, že předci Ćišićů pobývali v Mostaru a jeho okolí již v 15. století.
V rodném městě absolvoval ruždii, islámskou základní školu, později navštěvoval i medresu, ale tu nedokončil. Poté byl knihovníkem a později ředitelem mostarské islámské čítárny, kiraethany. Na konci 19. století se zapojil do boje muslimů o náboženskou a školskou autonomii, který vedl mostarský muftí Ali Fehmi-ef. Džabić. Hasagův děd byl manželem Džabićovy sestry. Později byl aktivní v Muslimské národní organizaci (MNO, založena 1906), která byla vůdčím politickým hnutím muslimů v Hasburky okupované Bosně a Hercegovině. Roku 1910, poté co JMO uznala rakousko-uherskou anexi Bosny a Hercegoviny (1908), se přiklonil k prosrbskému křídlu ve straně, které začalo budovat vlastní politickou platformu nazvanou Muslimská demokracie (Muslimanska demokratija). V prvních volbách do zemského sněmu, saboru, v květnu 1910 ale tato iniciativa zcela propadla.
Za první světové války byl pro své projihoslovanské (prosrbské) smýšlení byl zatčen a držen v internaci na více lokalitách, mj. v aradské pevnosti. Před dalším vězněním dal přednost mobilizaci. Působil v trestném praporu Čtvrtého bosensko-hercegovského pluku na bojištích v Itálii. Zde byl raněn a do konce války pobýval na léčení v Mostaru.
Po vzniku Království Srbů, Chorvatů a Slovinců na podzim 1918 působil v městském zastupitelstvu Mostaru. V této době byl jako jeden z malá muslimů příznivcem Národní radikální strany Nikoly Pašiće, která se vůči islámským věřícím stavěla nepřátelsky a horovala pro centralizované uspořádání státu. Zároveň byl horlivým kritikem působení Jugoslávské muslimské organizace (JMO), dominantního politického hnutí muslimů v Bosně a Hercegovině. Roku 1927 ovšem veškerou spolupráci s radikály přerušil a vstoupil do JMO. Za tuto stranu byl roku 1927 zvolen do sněmu Mostarské oblasti. O toto místo přišel po zrušení oblasti roku 1930. Po zavedení královské diktatury roku 1929 se stáhl do ústraní. Roku 1935 bezúspěšně kandidoval za opozici do jugoslávského parlamentu. Po vstupu JMO, nyní působící v rámci Jugoslávského radikální společenství, do vlády byl roku 1935 zvolen mostarským starostou. Na tomto postu setrval až do roku 1939, kdy se Mostar stal součástí Chorvatské bánoviny. Na základě rozhodnutí regentské rady byl 6. února 1938 jmenován senátorem Jugoslávie. Roku 1938 opětovně kandidoval do parlamentu, ale získaného mandátu se vzdal. Po obnovení samosprávy Islámského společenství v Bosně a Hercegovině byl jako exponent JMO roku 1937 zvolen za předsedu sarajevského vakufsko-meárifského sněmu. Po smrti předsedy JMO Mehmeda Spaha roku 1939 nesouhlasil s volbou jeho následníka Džafera Kulenoviće.
Po německé invazi do Jugoslávie v dubnu 1941 a rozpadu státu nebyl veřejně činný. Roku 1942 podepsal tzv. Mostarskou rezoluci, v níž významní mostarší muslimové odsoudili jednání Nezávislého státu Chorvatsko. Ćišićovi synové Husref a Mithat se přidali ke komunistickým partyzánům a oba zahynuli. Jako sympatizant partyzánů pak byl roku 1945 jmenován delegátem třetího zasedání Zemské antifašistické rady národního osvobození Bosny a Hercegoviny (ZAVNOBIH). Roku 1945 pak byl coby kandidát Národní fronty zvolen poslancem Ústavodárného shromáždění Demofratické federativní Jugoslávie. Ćišić byl hlasitým zastáncem národního uznání muslimů v Bosně a Hercegovině, ale jeho názory nenašly širší podpory, a tak roku 1946 nehlasoval pro přijetí celojugoslávské ústavy. Rovněž tak se zasazoval o rovnoprávní postavení Bosny a Hercegoviny v jugoslávské federaci. Na Titovu přímou intervenci se Bosna a Hercegovina po válce ustavila jako plnohodnotná republika, a nikoli jen autonomní oblast v rámci jiné jugoslávské republiky.